# Biblioteka dlja tschtenija

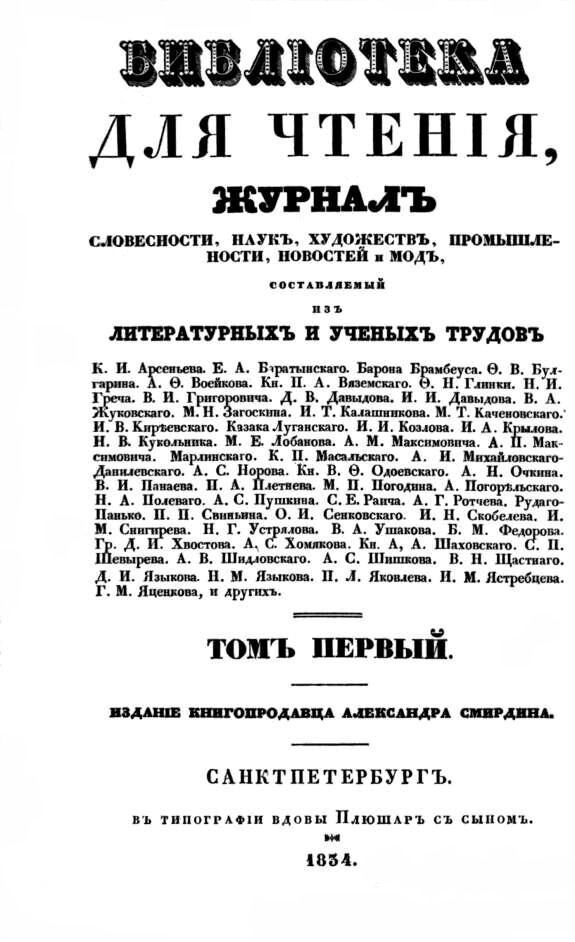
Titelblatt anno 1834

Biblioteka dlja tschtenija (russisch Библиотека для чтения, Lesebibliothek) war eine Zeitschrift für Literatur, Wissenschaft, Kunst, Kritik, Tagesereignisse und illustrierte neueste Mode, die von 1834 bis April 1865 monatlich in Sankt Petersburg in russischer Sprache erschien. Die Lesebibliothek galt in Russland als das erste jener heute gutbekannten dickleibigen Journale, in denen über alle mögliche Neuigkeiten geplaudert wird.
Der Verleger Alexander Filippowitsch Smirdin zahlte seinem Chefredakteur, dem polnischen Orientalisten Ossip Senkowski an der Universität Sankt Petersburg, das damals ungewöhnlich hohe Jahresgehalt von 15 000 Rubel. Smirdin führte feste Honorare, gestaffelt nach der Reputation des Autors, ein. Das Journal erschien genau am Ersten jeden Monats. Der Abonnent zahlte 50 Rubel pro Jahr. In den ersten Jahren, als Puschkin noch für die Lesebibliothek schrieb, pendelte sich die Zahl der Abonnenten auf 7000 ein und sank dann allerdings 1847 auf etwa 3000. Smiridin ging in Konkurs und musste das Blatt verkaufen.
Weitere Chefredakteure über die Jahrzehnte hinweg waren der Literaturkritiker Alexander Wassiljewitsch Druschinin sowie die Schriftsteller Alexei Pissemski und Pjotr Boborykin.